# Abbásovci
Abbásovci (arabsky بنو العباس‎, Banu al-ʿAbbās) byla arabská sunnitská dynastie, která vládla mezi lety 750 a 1258 Abbásovskému chalífátu. Pocházeli z kurajšovského hašimského klanu Banu Abbás a svůj původ odvozovala od al-Abbáse, strýce proroka Mohameda. Jedna z větví rodu působila po zániku chalífátu v roli ceremoniálních panovníků v Káhiře v rámci Mamlúckém sultanátu (1261–1517), dokud nebyl dobyt Osmanskou říší.